# Cronologia degli enti dell'Esercito Confederato nel 1862
Esercito confederato, Cronologia degli enti, anno 1862
Gli enti sono ordinati secondo il mese di prima costituzione.
± Deceduto in combattimento o servizio
(S) Delegato alla Convenzione di Secessione
(C) Membro del Governo Confederato
(P) Delegato al Congresso Provvisorio Confederato
(1°) Delegato al 1º Congresso Confederato
(2°) Delegato al 2º Congresso Confederato

## Gennaio 1862

### Distretto militare di Houston
Col. John Creed Moore (3 gennaio 1862 - 25 febbraio 1862)
Sottosezione del Dipartimento del Texas.
- 3 gennaio 1862 - Comprendeva Houston, Harrisburg e Sims' Bayou.
- 25 febbraio 1862 - Ridenominato Sub-distretto Militare di Houston.

### Distretto dell'Oltre Mississippi
Maggior generale Earl Van Dorn (29 gennaio 1862 - 26 maggio 1862)
Sottosezione del Dipartimento N. 2
- 10 gennaio 1862 - Comprendeva la parte della Louisiana a Nord del Red River, il Territorio Indiano occidentale dell'Arkansas e gli Stati dell'Arkansas e Missouri, esclusa la tratta ad Est del fiume St. Francis confinante con il fiume Mississippi, dalla foce del fiume St. Francis fino alla Contea di Scott, Missouri.
- 26 maggio 1862 - Confluisce nel Dipartimento dell'Oltre Mississippi.

### Armata di Mobile
Brigadiere generale Jones Mitchell Withers (27 gennaio 1862 - 5 febbraio 1862)
Maggior generale Braxton Bragg (5 febbraio 1862 - 28 febbraio 1862)
Col. John Bordenave Villepigue (temporaneo, 28 febbraio 1862 - 14 marzo 1862)
Maggior generale Samuel Jones (14 marzo 1862 - 25 marzo 1862)
Col. William L. Powell (temporaneo, 25 marzo 1862 - 2 aprile 1862)
Maggior generale Samuel Jones (2 aprile 1862 - 28 aprile 1862)
Brigadiere generale John Horace Forney (28 aprile 1862 - 29 giugno 1862)
Sottosezione del Dipartimento dell'Alabama e Florida Occidentale.
- 27 gennaio 1862 - Costituida dalle truppe in ed intorno a Mobile e a Sud di essa.
- 29 giugno 1862 - Confluisce nel Dipartimento N. 2.

## Febbraio 1862

### Distretto dell'Alabama Settentrionale
Brigadiere generale Leroy Pope Walker(C) (10 febbraio 1862 - 20 febbraio 1862)
Brigadiere generale Daniel Ruggles (20 febbraio 1862 - 6 marzo 1862)
Col. Phillip Dale Roddey (28 marzo 1863 - agosto 1863) (Promosso brigadiere generale, 3 agosto 1863)
Maggior generale Jones Mitchell Withers (6 febbraio 1864 - 27 luglio 1864)
Brigadiere generale Daniel Weisiger Adams (1º agosto 1864 - 24 settembre 1864)
Brigadiere generale Phillip Dale Roddey (24 settembre 1864 - 11 marzo 1865)
Noto anche come Distretto dell'Alabama Settentrionale e Distretto Settentrionale dell'Alabama
- 10 febbraio 1862 - 25 luglio 1863 - Sottosezione del Dipartimento N. 2.
- 10 febbraio 1862 - Comprendeva l'area intorno alla parte superiore del fiume Tennessee, inclusa la ferrovia Memphis & Charleston e le sue connessioni fino a Decatur e dintorni a Nord e a Sud.
- 6 marzo 1862 - 6 febbraio 1864 - Tranne che per il periodo 28 marzo 1863 - agosto 1863, questo Distretto cessò di essere chiamato con questo nome. Comunque fu frequentemente posto sotto il controllo della Cavalleria del Cap. (poi Col. e brigadiere generale) Phillip Dale Roddey (2 aprile 1826 - 20 luglio 1897).
- 28 gennaio 1864 - 11 marzo 1865 - Sottosezione del Dipartimento dell'Alabama, Mississippi e Louisiana Orientale.
- 6 febbraio 1864 - Comprendeva tutta la parte dell'Alabama a Nord del trentaduesimo parallelo.
- 20 agosto 1864 - Definito per comprendere tutta la parte dell'Alabama a Nord della ferrovia corrente attraverso Columbus, Georgia, e le stazioni di Cahaba, Demopolis, Montgomery, Opelika e Selma, Alabama.
- 24 settembre 1864 - Diviso per creare il Distretto dell'Alabama Centrale.
- 24 settembre 1864 - Definito per comprendere le Contee dell'Alabama di DeKalb, Franklin, Jackson, Lauderdale, Lawrence, Limestone, Madison, Marshall e Morgan.
- 11 marzo 1865 - Il Distretto viene soppresso e confluisce nel Distretto dell'Alabama.

### Sub-distretto Militare di Galveston
Col. Ebenezar B. Nichols (S) (25 febbraio 1862 - 14 maggio 1862)
Col. Joseph J. Cook (14 maggio 1862 - 3 giugno 1862)
Già denominato Distretto Militare di Galveston
- 25 febbraio 1862 - 26 maggio 1862 - Sottosezione del Dipartimento del Texas.
- 26 maggio 1862 - 3 giugno 1862 - Subdivisione del Dipartimento dell'Oltre Mississippi.
- 26 maggio 1862 - 3 giugno 1862 - Sub-Distretto del Dipartimento del Texas.
- 3 giugno 1862 - Confluisce nel Sub-distretto Militare di Houston.

### Sub-distretto Militare di Houston
Col. John Creed Moore (25 febbraio 1862 - marzo 1862)
Col. George M. Flournoy (S) (3 giugno 1862 - 8 luglio 1862)
Col. Xavier Blanchard Debray (8 luglio 1862 - 29 novembre 1862)
Già denominato Distretto Militare di Houston
- 25 febbraio 1862 - 26 maggio 1862 - Sottosezione del Dipartimento del Texas.
- 26 maggio 1862 - 29 novembre 1862 - Suddivisione del Dipartimento dell'Oltre Mississippi.
- 26 maggio 1862 - 20 agosto 1862 - Sub-Distretto del Dipartimento del Texas.
- 3 giugno 1862 - Esteso a comprendere del Contee del Texas di Austin, Chambers, Galveston, Harris, Jefferson e Liberty.
- 20 agosto 1862 - 29 novembre 1862 - Sub-Distretto del Distretto del Texas.
- 29 novembre 1862 - Confluisce nel Distretto del Texas, Nuovo Messico ed Arizona.

### Sub-distretto Militare del Rio Grande
Col. Henry Eustace McCulloch (25 febbraio 1862 - 24 aprile 1862)
Brigadiere generale Hamilton Prioleau Bee (24 aprile 1862 - 29 novembre 1862)
- 25 febbraio 1862 - 26 maggio 1862 - Sottosezione del Dipartimento del Texas.
- 25 febbraio 1862 - Comprende i Posti militari a Nord, Sud ed Ovest di San Antonio, inclusi quelli di Indianola, Saluria e Victoria.
- 26 maggio 1862 - 29 novembre 1862 - Suddivisione del Dipartimento dell'Oltre Mississippi.
- 26 maggio 1862 - 20 agosto 1862 - Sub-Distretto del Dipartimento del Texas.
- 20 agosto 1862 - 29 novembre 1862 - Sub-Distretto del Distretto del Texas.
- 29 novembre 1862 - Confluisce nel Distretto del Texas, Nuovo Messico ed Arizona.

## Marzo 1862

### Armata del Mississippi
Generale Pierre Gustave Toutant Beauregard (5 marzo 1862 - 29 marzo 1862)
Generale Albert Sidney Johnston ± (29 marzo 1862 - 6 aprile 1862)
Generale Pierre Gustave Toutant Beauregard (6 aprile 1862 - 7 maggio 1862)
Generale Braxton Bragg (7 maggio 1862 - 5 luglio 1862)
Maggior generale William Joseph Hardee (temporaneo, 5 luglio 1862 - 15 agosto 1862)
Generale Braxton Bragg (15 agosto 1862 - 28 settembre 1862)
Maggior generale Leonidas Polk (temporaneo, 28 settembre 1862 - 7 novembre 1862) (Promosso tenente generale, 10 ottobre 1862)
Generale Braxton Bragg (7 novembre 1862 - 20 novembre 1862)
Sottosezione del Dipartimento N. 2.
- 6 marzo 1862 - Organizzato in Prima e Seconda Grande Divisione al comando del maggior generale Leonidas Polk (10 aprile 1806 - 14 giugno 1864) e Braxton Bragg (22 marzo 1817 - 26 settembre 1876).
- 29 marzo 1862 - L'Armata Centrale del Kentucky confluisce nell'Armata del Mississippi al diretto comando del generale Albert Sidney Johnston (2 febbraio 1803 - 7 aprile 1862).
- 29 marzo 1862 - Le fanterie precedentemente contenute nella Prima Grande Divisione di Polk e nella Seconda Grande Divisione di Bragg vengono ridesignate Primo e Secondo Corpo d'Armata. Le fanterie precedentemente dell'Armata Centrale del Kentucky vengono designate Terzo Corpo d'Armata e poste al comando del maggior generale William Joseph Hardee (12 ottobre 1815 - 6 novembre 1873). Infine viene costituito un Corpo d'Armata di Riserva al comando del maggior generale George Bibb Crittenden (20 marzo 1812 - 27 novembre 1880).
- 29 aprile 1862 - 27 giugno 1862 - Unita per le azioni in campagna con l'Armata dell'Ovest durante l'assedio di Corinth (30 aprile - 30 maggio 1862) e la successiva ritirata verso Tupelo.
- 15 agosto 1862 - Riorganizzata in Ala Destra ed Ala Sinistra al comando del maggior generale Leonidas Polk (10 aprile 1806 - 14 giugno 1864) e William Joseph Hardee (12 ottobre 1815 - 6 novembre 1873).
- 7 novembre 1862 - L'Ala Destra e l'Ala Sinistra ridenominati Primo e Secondo Corpo d'Armata.
- 20 novembre 1862 - Riorganizzata nell'Armata del Tennessee.

### Prima Grande Divisione, Armata del Mississippi
Maggior generale Leonidas Polk (6 marzo 1862 - 29 marzo 1862)
Suddivisione del Dipartimento N. 2.
- 29 marzo 1862 - L'Armata Centrale del Kentucky confluisce nell'Armata del Mississippi al comando diretto del generale Albert Sidney Johnston (2 febbraio 1803 - 7 aprile 1862).
- 29 marzo 1862 - La fanteria già contenuta nella Prima Grande Divisione di Polk viene denominata Primo Corpo d'Armata, Armata del Mississippi.

### Seconda Grande Divisione, Armata del Mississippi
Maggior generale Braxton Bragg (6 marzo 1862 - 29 marzo 1862)
Suddivisione del Dipartimento N. 2.
- 29 marzo 1862 - L'Armata Centrale del Kentucky confluisce nell'Armata del Mississippi al comando diretto del generale Albert Sidney Johnston (2 febbraio 1803 - 7 aprile 1862).
- 29 marzo 1862 - La fanteria già contenuta nella Seconda Grande Divisione di Bragg viene denominata Secondo Corpo d'Armata, Armata del Mississippi.

### Dipartimento del Tennessee Orientale
Maggior generale Edmund Kirby Smith (9 marzo 1862 - 24 agosto 1862)
Maggior generale John Porter McCown (temporaneo, 24 agosto 1862 - 19 settembre 1862)
Maggior generale Samuel Jones (temporaneo, 19 settembre 1862 - 20 ottobre 1862)
Tenente generale Edmund Kirby Smith (20 ottobre 1862 - 18 novembre 1862)
Brigadiere generale Henry Heth (temporaneo, 18 novembre 1862 - 23 dicembre 1863)
Tenente generale Edmund Kirby Smith (23 dicembre 1862 - 17 gennaio 1863)
Maggior generale Daniel Smith Donelson ± (17 gennaio 1863 - 15 aprile 1863)
Maggior generale Dabney Herndon Maury (15 aprile 1863 - 12 maggio 1863)
Maggior generale Simon Bolivar Buckner (12 maggio 1863 - 6 settembre 1863)
Tenente generale James “Old Pete” Longstreet (8 gennaio 1864 - 8 marzo 1864)
Maggior generale Simon Bolivar Buckner (temporaneo, 8 marzo 1864 - 18 marzo 1864)
Tenente generale James “Old Pete” Longstreet (18 marzo 1864 - 12 aprile 1864)
Maggior generale Simon Bolivar Buckner (12 aprile 1864 - 2 maggio 1864)
Brigadiere generale William Edmondson “Grumble” Jones (temporaneo, 2 maggio 1864 - 31 maggio 1864)
- 21 marzo 1862 - Comprende Chattanooga e le truppe nei dintorni.
- 31 marzo 1862 - Definito a comprendere il Tennessee orientale dal fronte della Virginia fino a Chattanooga all'estremo occidente e le truppe nei dintorni.
- 3 giugno 1862 - Esteso a comprendere la parte della Carolina del Nord ad ovest dei monti Blue Ridge aggiungendovi il Tennessee orientale.
- 18 luglio 1862 - Esteso a comprendere la parte della Georgia a Nord della ferrovia che conduce da Augusta per Atlanta a West Point, e la parte della Carolina del Nord ad ovest dei monti Blue Ridge.
- 12 settembre 1862 - Definito a contenere la parte del Tennessee ad Est del fiume Hiawassee.
- 17 gennaio 1863 - Esteso a comprendere le Contee della Vorginia di Buchanan, Lee, Russell, Scott, Washington e Wise, incluso il Comando del brigadiere generale Humphrey Marshall (13 gennaio 1812 - 28 marzo 1872).
- 8 giugno 1863 - I confini occidentali vengono così definiti: seguendo i fiumi Little Tennessee e Tennessee fino a Kingston, poi su per il fiume Clinch fino alla foce dello Emery Creek, su per l'Emery Creek fino ai Monti Cumberland, seguendoli fino al Passo Cumberland.
- 25 luglio 1863 - Confluisce nel Dipartimento del Tennessee, al comando del generale Braxton Bragg (22 marzo 1817 - 26 settembre 1876).
- 6 agosto 1863 - Le truppe nell'ambito di questo Dipartimento costituiscono il Terzo Corpo d'Armata, Armata del Tennessee, Designato Corpo d'Armata Buckner.
- 6 settembre 1863 - Il maggior generale Simon Bolivar Buckner (1º aprile 1823 - 8 gennaio 1914) evacua il Tennessee orientale e aggrega una parte delle sue truppe all'Armata del Tennessee di Bragg. Quelle nella sezione più vicina al Dipartimento della Virginia Occidentale vengono lasciate sotto il controllo del maggior generale Samuel Jones (17 dicembre 1819 - 31 luglio 1887). Fino all'8 gennaio 1864 ci si riferisce frequentemente a quel Comando con il nome di Dipartimento della Virginia Occidentale e Tennessee Orientale.
- 20 ottobre 1863 - Dopo numerose lamentele di Buckner riguardante lo status di questo Comando dipartimentale, gli viene comunicato dal Dipartimento della Guerra che esso era “…soppresso per disposizione del Presidente degli Stati Confederati, nonché a causa dell'occupazione di quel territorio da parte del nemico. Le truppe già al suo comando ed ora in Virginia costituivano, per ordine del Presidente, parte delle forze del maggior generale Samuel Jones.”
- 4 novembre 1863 - 8 gennaio 1864 - Anche se il tenente generale James “Old Pete” Longstreet (8 gennaio 1821 - 2 gennaio 1904) comanda le forze nei vecchi confini del Dipartimento del Tennessee Orientale, in realtà il Dipartimento rimane sbandato.
- 8 gennaio 1864 - Il Dipartimento della Guerra ricostituisce il Dipartimento del Tennessee Orientale in virtù dell'anzianità di Longstreet e della sua presenza nell'area.
- 23 maggio 1864 - Al brigadiere generale William Edmondson “Grumble” Jones (9 maggio 1824 - 5 giugno 1864) viene dato il temporaneo comando del Dipartimento della Virginia Occidentale. Già sotto il controllo del Dipartimento del Tennessee Orientale, essenzialmente da questo momento in poi i due vengono fusi nel Dipartimento della Virginia Occidentale e Tennessee Orientale.

### Armata dell'Ovest
Maggior generale Earl Van Dorn (17 marzo 1862 - 20 giugno 1862)
Maggior generale John Porter McCown (temporaneo, 20 giugno 1862 - 27 giugno 1862)
Brigadiere generale Dabney Herndon Maury (temporaneo, 27 giugno 1862 - 3 luglio 1862)
Maggior generale Sterling Price (3 luglio 1862 - 12 ottobre 1862)
Sottosezione del Dipartimento N. 2.
- 17 marzo 1862 - Costituito dalle truppe nel Distretto dell'Oltre Mississippi in seguito alla Battaglia di Pea Ridge (Elkhorn Tavern) (6 - 8 marzo 1862).
- 22 marzo 1862 - Il maggior generale Sterling Price (20 settembre 1809 - 29 settembre 1907) assume il comanda della Prima Divisione.
- 29 aprile 1862 - 27 giugno 1862 - Unito per le azioni in campagna con l'Armata del Mississippi durante l'assedio di Corinth (30 aprile - 30 maggio 1862) e la successiva ritirata verso Tupelo.
- 29 aprile 1862 - Comprende le Divisioni al comando dei maggior generale Samuel Jones (17 dicembre 1819 - 31 luglio 1887), Sterling Price (20 settembre 1809 - 29 settembre 1907) e John Porter McCown (19 agosto 1815 - 22 gennaio 1879).
- 3 giugno 1862 - Il maggior generale Samuel Jones (17 dicembre 1819 - 31 luglio 1887) fu sostituito dal brigadiere generale Dabney Herndon Maury (21 maggio 1822 - 11 gennaio 1900).
- 12 giugno 1862 - 3 luglio 1862 - Il brigadiere generale Lewis Henry Little (19 marzo 1817 - 19 settembre 1862) temporaneamente al comando della Divisione di Price.
- 27 giugno 1862 - La Divisione di McCown trasferita da questa Armata a Chattanooga.
- 3 luglio 1862 - Comprende le Divisioni al comando dei brigadiere generale Dabney Herndon Maury (21 maggio 1822 - 11 gennaio 1900) e Louis Hébert (13 marzo 1820 - 7 gennaio 1901).
- 28 settembre 1862 - Unite a Ripley, Mississippi, con il maggior generale Earl Van Dorn (17 settembre 1820 - 7 maggio 1863) e una Divisione del Distretto del Mississippi, le truppe al comando del maggior generale Mansfield Lovell (20 ottobre 1822 - 1º giugno 1884).
- 12 ottobre 1862 - Confluisce nell'Armata del Tennessee Occidentale.

### Sesto Distretto Militare della Carolina del Sud
Brigadiere generale Thomas Fenwick Drayton (19 marzo 1862 - 28 maggio 1862)
Brigadiere generale Henry Alexander Wise (S) (22 ottobre 1863 - 3 maggio 1864)
- 19 marzo 1862 - 22 maggio 1862 - Sottosezione del Dipartimento della Carolina del Sud e Georgia.
- 19 marzo 1862 - Comprende l'area fra i confini del Quarto Distretto Militare della Carolina del Sud e il fiume Savannah.
- 28 maggio 1862 - Il Distretto è interrotto. Le truppe degli ex Terzo e Sesto Distretto Militare della Carolina del Sud vengono compresi nel Quarto Distretto Militare della Carolina del Sud.
- 22 ottobre 1863 - 12 ottobre 1864 - Sottosezione del Dipartimento della Carolina del Sud, Georgia e Florida.
- 22 ottobre 1863 - Un nuovo Sesto Distretto Militare della Carolina del Sud viene creato a comprendere la parte del St. Andrew's Parish a Sud del fiume Ashley e ad Ovest del Wappoo Cut, e a includere le teste di ponte alla Stazione di Rantowles e le opere di Church Flats.
- 2 dicembre 1863 - Esteso a comprendere tutta l'area fino alla riva orientale del fiume North Edisto, dalla foce del fiume a Gioham's Ferry.
- 3 maggio 1864 - 12 ottobre 1864 - Aggregato per scopi di comando al Secondo Distretto Militare della Carolina del Sud.
- 12 ottobre 1864 - Consolidato con il Secondo Distretto Militare della Carolina del Sud, confluisce nel Distretto della Carolina del Sud e viene rinominato Quarto Sub-Distretto della Carolina del Sud.

### Primo Corpo d'Armata, Armata del Mississippi
Maggior generale Leonidas Polk (29 marzo 1862 - 15 agosto 1862)
Tenente generale Leonidas Polk (7 novembre 1862 - 20 novembre 1862)
Suddivisione del Dipartimento N. 2.
- 29 marzo 1862 - Costituito dalle fanterie precedentemente appartenenti alla Prima Grande Divisione di Polk.
- 15 agosto 1862 - Riorganizzato in Ala Destra ed Ala Sinistra al comando del maggior generale Leonidas Polk (10 aprile 1806 - 14 giugno 1864) e William Joseph Hardee (12 ottobre 1815 - 6 novembre 1873).
- 20 novembre 1862 - Riorganizzato in Armata del Tennessee.

### Secondo Corpo d'Armata, Armata del Mississippi
Maggior generale Braxton Bragg (29 marzo 1862 - 25 giugno 1862) (Promosso generale, 6 aprile 1862)
Maggior generale Samuel Jones (25 giugno 1862 - 15 agosto 1862)
Tenente generale William Joseph Hardee (7 novembre 1862 - 20 novembre 1862)
Suddivisione del Dipartimento N. 2.
- 29 marzo 1862 - Costituito dalle fanterie già contenute nella Seconda Grande Divisione di Bragg.
- 15 agosto 1862 - Riorganizzato in Ala Destra ed Ala Sinistra al comando del maggior generale Leonidas Polk (10 aprile 1806 - 14 giugno 1864) e William Joseph Hardee (12 ottobre 1815 - 6 novembre 1873).
- 7 novembre 1862 - Ala Destra ed Ala Sinistra rinominate Primo e Secondo Corpo d'Armata.
- 20 novembre 1862 - Riorganizzato in Armata del Tennessee.

### Terzo Corpo d'Armata, Armata del Mississippi
Maggior generale William Joseph Hardee (29 marzo 1862 - 15 agosto 1862)
Suddivisione del Dipartimento N. 2.
- 29 marzo 1862 - Costituito dalle fanterie già dell'Armata Centrale del Kentucky.
- 15 agosto 1862 - Riorganizzato in Ala Destra ed Ala Sinistra al comando del maggior generale Leonidas Polk (10 aprile 1806 - 14 giugno 1864) e William Joseph Hardee (12 ottobre 1815 - 6 novembre 1873).

### Corpo d'Armata di Riserva, Armata del Mississippi
Maggior generale George Bibb Crittenden (29 marzo 1862 - 31 marzo 1862)
Brigadiere generale John Cabell Breckinridge (C) (31 marzo 1862 - 25 giugno 1862) (Promosso maggior generale, 14 aprile 1862)
Brigadiere generale Jones Mitchell Withers (25 giugno 1862 - 15 agosto 1862)
Suddivisione del Dipartimento N. 2.
- 15 agosto 1862 - Riorganizzato in Ala Destra ed Ala Sinistra al comando del maggior generale Leonidas Polk (10 aprile 1806 - 14 giugno 1864) e William Joseph Hardee (12 ottobre 1815 - 6 novembre 1873).

## Maggio 1862

### Dipartimento dell'Oltre Mississippi
Brigadiere generale Paul Octave Hébert (temporaneo, 18 giugno 1862 - 30 luglio 1862) & maggior generale Thomas Carmichael Hindman (temporaneo, 31 maggio 1862 - 30 luglio 1862)
Maggior generale Theophilus Hunter Holmes (30 luglio 1862 - 7 marzo 1863) (Promosso tenente generale, 10 ottobre 1862)
Tenente generale Edmund Kirby Smith (7 marzo 1863 - 19 aprile 1865) (Promosso generale, 19 febbraio 1864)
Tenente generale Simon Bolivar Buckner (temporaneo, 19 aprile 1865 - 22 aprile 1865)
Generale Edmund Kirby Smith (22 aprile 1865 - 26 maggio 1865)
- 26 maggio 1862 - Comprende gli Stati dell'Arkansas, Missouri, Texas, il Territorio Indiano e lo Stato della Louisiana ad ovest del fiume Mississippi.
- 26 maggio 1862 - 30 luglio 1862 - Questo Dipartimento viene temporaneamente diviso al Red River con il brigadiere generale Paul Octave Hébert (12 dicembre 1818 - 29 agosto 1880) al controllo dell'area verso Sud e il maggior generale Thomas Carmichael Hindman (28 gennaio 1828 - 28 settembre 1868) al controllo dell'area verso Nord.
- 26 maggio 1865 - Si arrende per nome del generale Edmund Kirby Smith (16 maggio 1824 - 28 marzo 1893), per autorità del tenente generale Simon Bolivar Buckner (1º aprile 1823 - 8 gennaio 1914) a New Orleans, Louisiana.

## Giugno 1862

### Armata della Virginia Settentrionale
Generale Robert Edward Lee (1º giugno 1862 - 9 aprile 1865)
Sottosezione del Dipartimento della Virginia Settentrionale.
Nonostante le memorie ufficiali contengano dispacci fra il 25 febbraio 1862 ed il 31 maggio 1862 intestati all'Armata della Virginia Settentrionale, il generale Robert Edward Lee (19 gennaio 1807 - 12 ottobre 1870) era responsabile dell'assegnazione permanente di tale nome all'Armata principale della regione. Esso appare per la prima volta nel corpo di un dispaccio del 3 giugno 1862, dando così validità a quanto sopra asserito.
- 13 luglio 1862 - In seguito alla Campagna dei Sette Giorni (25 giugno 1862 - 1º luglio 1862) Lee riorganizza l'Armata nei Corpi d'Armata di Longstreet e Jackson.
- 6 novembre 1862 - I Corpi d'Armata di Longstreet e Jackson Ridenominati Primo e Secondo Corpo d'Armata.
- 30 maggio 1863 - In seguito alla morte del tenente generale Thomas Jonathan “Stonewall” Jackson (21 gennaio 1824 - 10 maggio 1863) l'Armata viene riorganizzata il tre Corpi d'Armata. Il tenente generale James “Old Pete” Longstreet (8 gennaio 1821 - 2 gennaio 1904) prende il Comando del Primo Corpo d'Armata, al tenente generale Richard Stoddert Ewell (8 febbraio 1817 - 25 gennaio 1872) viene assegnato il Secondo ed al tenente generale Ambrose Powell Hill (9 novembre 1825 - 2 aprile 1865) il Terzo.
- 2 aprile 1865 - In seguito alla morte del tenente generale Ambrose Powell Hill (9 novembre 1825 - 2 aprile 1865), il Terzo Corpo d'Armata viene aggregato per scopi di comando al tenente generale James “Old Pete” Longstreet (8 gennaio 1821 - 2 gennaio 1904).
- 9 aprile 1865 - Si arrende per autorità del generale Robert Edward Lee (19 gennaio 1807 - 12 ottobre 1870) ad Appomattox Court House, Virginia.

### +Dipartimento del Mississippi Meridionale e Louisiana Orientale
Maggior generale Earl Van Dorn (24 giugno 1862 - 2 luglio 1862)
Sottosezione del Dipartimento N. 2.
- 26 giugno 1862 - Diviso in Primo, Secondo e Terzo Distretto Militare.
- 2 luglio 1862 - Ridenominato Distretto del Mississippi.

### Primo Distretto Militare (Dipartimento del Mississippi Meridionale e Louisiana Orientale)
Brigadiere generale Daniel Ruggles (26 giugno 1862 - 2 luglio 1862)
Suddivisione del Dipartimento N. 2.
Sub-Distretto del Dipartimento del Mississippi Meridionale e Louisiana Orientale.
- 26 giugno 1862 - Comprende la parte della Louisiana ad Est del fiume Mississippi e le Contee ubicate sul Golfo del Messico.
- 2 luglio 1862 - Ridenominato Primo Sub-Distretto, Distretto del Mississippi.

### Secondo Distretto Militare (Dipartimento del Mississippi Meridionale e Louisiana Orientale)
Brigadiere generale William Nelson Rector Beall (26 giugno 1862 - 2 luglio 1862)
Suddivisione del Dipartimento N. 2.
Sub-Distretto del Dipartimento del Mississippi Meridionale e Louisiana Orientale.
- 26 giugno 1862 - Comprende tutte le Contee del Mississippi al di sotto del trentaduesimo parallelo o da esso attraversate, tranne quelle sul Golfo.
- 2 luglio 1862 - Ridenominato Secondo Sub-Distretto, Distretto del Mississippi.

### Terzo Distretto Militare (Dipartimento del Mississippi Meridionale e Louisiana Orientale)
Brigadiere generale Martin Luther Smith (C) (26 giugno 1862 - 2 luglio 1862)
Suddivisione del Dipartimento N. 2.
Sub-Distretto del Dipartimento del Mississippi Meridionale e Louisiana Orientale.
- 26 giugno 1862 - Comprende tutte le Contee del Mississippi ubicate fra il trentaduesimo e trentatreesimo parallelo.
- 2 luglio 1862 - Ridenominato Terzo Sub-Distretto, Distretto del Mississippi.

## Luglio 1862

### Distretto del Golfo
Brigadiere generale John Horace Forney (2 luglio 1862 - 14 dicembre 1862) (Promosso maggior generale, 27 ottobre 1862)
Brigadiere generale William Whann Mackall (temporaneo, 14 dicembre 1862 - 23 dicembre 1862)
Maggior generale Simon Bolivar Buckner (23 dicembre 1862 - 27 aprile 1863)
Maggior generale Dabney Herndon Maury (21 maggio 1863 - 23 agosto 1864)
Maggior generale Franklin Gardner (temporaneo, 23 agosto 1864 - 12 settembre 1864)
Maggior generale Dabney Herndon Maury (12 settembre 1864 - 28 novembre 1864)
Maggior generale Martin Luther Smith (C) (temporaneo, 28 novembre 1864 - 12 dicembre 1864)
Maggior generale Dabney Herndon Maury (12 dicembre 1864 - 4 maggio 1865)
- 2 luglio 1862 - 8 giugno 1863 - Sottosezione del Dipartimento N. 2.
- 2 luglio 1862 - Comprende l'area ad Est del fiume Pearl fino al fiume Apalachicola e a Nord fino al trentaduesimo parallelo.
- 3 novembre 1862 - Esteso fino al trentatreesimo parallelo.
- 8 giugno 1863 - Costituito un Dipartimento separato denominato Dipartimento del Golfo.
- 28 gennaio 1864 - 4 maggio 1865 - Sottosezione del Dipartimento dell'Alabama, Mississippi e Louisiana Orientale.
- 7 febbraio 1864 - I confini del Distretto vengono così definiti: iniziando ad ovest dalla foce del fiume Pearl e correndo a Nord lungo quel fiume fino al trentaduesimo parallelo; poi lungo quel parallelo verso Est fino alla sia intersezione col confine di Stato della Georgia; poi verso Sud lungo il confine orientale del Dipartimento dell'Alabama, Mississippi e Louisiana Orientale fino al Golfo.
- 6 aprile 1864 - L'ordine dell'8 giugno 1863 di fare di questo Distretto un Dipartimento separato viene annullato, con effetto dal 12 agosto 1863.
- 8 maggio 1864 - I confini del Distretto vengono così definiti: Iniziando ad ovest dalla foce del fiume Pearl e correndo verso Nord lungo quel fiume fino al trentaduesimo parallelo; poi lungo quel parallelo verso Est fino alla sua intersezione con una linea tracciata dalla confluenza dei fiumi Coosa e Tallapoosa fino all'intersezione del confine settentrionale della Florida con il fiume Choctawhatchee; poi lungo questa linea fino all'intersezione anzidetta; poi lungo il fiume e la baia Choctawhatchee fino al Golfo.
- 4 maggio 1865 - Si arrende per autorità del tenente generale Richard Taylor (S) (27 gennaio 1826 - 12 aprile 1879) a Citronelle, Alabama.

### Distretto del Mississippi
Maggior generale Earl Van Dorn (2 luglio 1862 - 5 settembre 1862)
Brigadiere generale Daniel Ruggles (temporaneo, 5 settembre 1862 - 1º ottobre 1862)
Precedentemente denominato Dipartimento del Mississippi Meridionale e Louisiana Orientale.
Sottosezione del Dipartimento N. 2.
- 2 luglio 1862 - Comprende tutta l'area ad Ovest del fiume Pearl dalla foce fino a Jackson, Mississippi e della linea ferroviaria centrale del Mississippi fino a Grand Junction.
- 1º ottobre 1862 - Confluisce nel Dipartimento del Mississippi e Louisiana Orientale.

### Primo Sub-distretto (Distretto del Mississippi)
Brigadiere generale Daniel Ruggles (2 luglio 1862 - 29 agosto 1862)
Brigadiere generale William Nelson Rector Beall (31 agosto 1862 - 1º ottobre 1862)
Suddivisione del Dipartimento N. 2.
Sub-Distretto del Distretto del Mississippi.
Rispetto alla precedente delimitazione del 26 giugno 1862, questo Sub-Distretto comprende la parte della Louisiana ad Est del fiume Mississippi e le Contee ubicate sul Golfo del Messico.
- 1º ottobre 1862 - Confluisce nel Dipartimento del Mississippi e della Louisiana Orientale.

### Secondo Sub-distretto (Distretto del Mississippi)
Brigadiere generale William Nelson Rector Beall (2 luglio 1862 - 1º ottobre 1862)
Suddivisione del Dipartimento N. 2.
Sub-Distretto del Distretto del Mississippi.
Rispetto alla precedente delimitazione del 26 giugno 1862, questo Sub-Distretto comprende tutte le Contee del Mississippi al di sotto del trentaduesimo parallelo o da esso attraversate, tranne le tre Contee del Golfo.
- 1º ottobre 1862 - Confluisce nel Dipartimento del Mississippi e della Louisiana Orientale.

### Terzo Sub-distretto (Distretto del Mississippi)
Brigadiere generale Martin Luther Smith (C) (2 luglio 1862 - 1º ottobre 1862)
Suddivisione del Dipartimento N. 2.
Sub-Distretto del Distretto del Mississippi.
Rispetto alla precedente delimitazione del 26 giugno 1862, questo Sub-Distretto comprende tutte le Contee del Mississippi ubicate fra il trentaduesimo ed il trentatreesimo parallelo.
- 1º ottobre 1862 - Confluisce nel Dipartimento del Mississippi e della Louisiana Orientale.

### Corpo d'Armata di Longstreet, Armata della Virginia Settentrionale
Maggior generale James “Old Pete” Longstreet (13 luglio 1862 - 6 novembre 1862) (Promosso tenente generale, 9 ottobre 1862)
Noto anche come Comando di Longstreet e Ala di Longstreet
Suddivisione del Dipartimento della Virginia Settentrionale.
- 13 luglio 1862 - In seguito alla campagna dei sette giorni (25 giugno 1862 - 1º luglio 1862) il generale Robert Edward Lee (19 gennaio 1807 - 12 ottobre 1870) riorganizza l'Armata della Virginia Settentrionale in Corpo d'Armata di Longstreet e Corpo d'Armata di Jackson.
- 6 novembre 1862 - Ridenominato Primo Corpo d'Armata, Armata della Virginia Settentrionale.

### Corpo d'Armata di Jackson, Armata della Virginia Settentrionale
Maggior generale Thomas Jonathan “Stonewall” Jackson (13 luglio 1862 - 6 novembre 1862) (Promosso tenente generale, 10 ottobre 1862)
Noto anche come Comando di Jackson e Ala di Jackson
Suddivisione del Dipartimento della Virginia Settentrionale.
- 13 luglio 1862 - In seguito alla campagna dei sette giorni (25 giugno 1862 - 1º luglio 1862) il generale Robert Edward Lee (19 gennaio 1807 - 12 ottobre 1870) riorganizza l'Armata della Virginia Settentrionale in Corpo d'Armata di Longstreet e Corpo d'Armata di Jackson.
- 6 novembre 1862 - Ridenominato Secondo Corpo d'Armata, Armata della Virginia Settentrionale.

### Distretto del Tennessee
Maggior generale Sterling Price (21 luglio 1862 - 1º ottobre 1862)
Sottosezione del Dipartimento N. 2.
- 21 giugno 1862 - Comprende l'Alabama nordoccidentale e tutte le parti dello Stato del Mississippi a Nord del trentaduesimo parallelo ad Est del fiume Pearl e della ferrovia centrale del Mississippi fino a Grand Junction.
- 1º ottobre 1862 - Confluisce nel Dipartimento del Mississippi e Louisiana Orientale.

## Agosto 1862

### Ala Destra, Armata del Mississippi
Maggior generale Leonidas Polk (15 agosto 1862 - 28 settembre 1862)
Maggior generale Benjamin Franklin Cheatham (temporaneo, 28 settembre 1862 - 7 novembre 1862)
Suddivisione del Dipartimento N. 2.
- 7 novembre 1862 - Ala Destra a Sinistra ridenominati Primo e Secondo Corpo d'Armata.

### Ala Sinistra, Armata del Mississippi
Maggior generale William Joseph Hardee (15 agosto 1862 - 7 novembre 1862) (Promosso tenente generale, 10 ottobre 1862)
Suddivisione del Dipartimento N. 2.
- 7 novembre 1862 - Ala Destra a Sinistra ridenominati Primo e Secondo Corpo d'Armata.

### Distretto Dell'Arkansas
Maggior generale Thomas Carmichael Hindman (20 agosto 1862 - 20 gennaio 1863)
Tenente generale Theophilus Hunter Holmes (18 marzo 1863 - 24 luglio 1863)
Maggior generale Sterling Price (temporaneo, 24 luglio 1863 - 25 settembre 1863)
Tenente generale Theophilus Hunter Holmes (25 settembre 1863 - 11 marzo 1864)
Maggior generale Sterling Price (16 marzo 1864 - 27 agosto 1864)
Brigadiere generale Thomas James Churchill (temporaneo, 28 agosto 1864 - 11 settembre 1864)
Maggior generale “Prince John” Bankhead Magruder (11 settembre 1864 - 17 gennaio 1865)
Maggior generale James Fleming Fagan (temporaneo, 17 gennaio 1865 - 1º febbraio 1865)
Maggior generale “Prince John” Bankhead Magruder (1º febbraio 1865 - 15 febbraio 1865)
Brigadiere generale Mosby Monroe Parsons (temporaneo, 15 febbraio 1865 - 7 marzo 1865)
Maggior generale “Prince John” Bankhead Magruder (7 marzo 1865 - 31 marzo 1865)
Sottosezione del Dipartimento dell'Oltre Mississippi.
- 20 agosto 1862 - Comprende gli Stati dell'Arkansas, Missouri e Nazione Indiana ad Ovest.
- 18 marzo 1863 - Esteso a comprendere Territorio Indiano e Missouri.
- 19 aprile 1865 - Consolidato con il Distretto della Louisiana Occidentale nel Distretto dell'Arkansas e Louisiana Occidentale.

### Distretto del Texas
Brigadiere generale Paul Octave Hébert (20 agosto 1862 - 27 novembre 1862)
Brigadiere generale Hamilton Prioleau Bee (temporaneo, 27 novembre 1862 - 29 novembre 1862)
Noto anche come Distretto del Texas e Territorio dell'Arizona.
Sottosezione del Dipartimento dell'Oltre Mississippi.
- 20 agosto 1862 - Comprende lo Stato del Texas e il Territorio dell'Arizona.
- 29 novembre 1862 - Ridenominato Distretto del Texas, Nuovo Messico e Arizona.

### Distretto della Louisiana occidentale
Maggior generale Richard Taylor (S) (20 agosto 1862 - 10 giugno 1864) (Promosso tenente generale, 8 aprile 1864.)
Maggior generale John George Walker (10 giugno 1864 - 4 agosto 1864)
Maggior generale Simon Bolivar Buckner (4 agosto 1864 - 19 aprile 1865) (Promosso tenente generale, 20 settembre 1864.)
Noto anche come Distretto della Louisiana.
Sottosezione del Dipartimento dell'Oltre Mississippi.
- 20 agosto 1862 - Comprende lo Stato della Louisiana ad ovest del fiume Mississippi.
- 19 aprile 1865 - Consolidato con il Distretto dell'Arkansas nel Distretto dell'Arkansas e Louisiana Occidentale.

## Settembre 1862

### Distretto del Medio Tennessee
Maggior generale Samuel Jones (27 settembre 1862 - 28 ottobre 1862)
Sottosezione del Dipartimento N. 2.
- 27 settembre 1862 - Comprende la parte centrale del Tennessee e la parte dell'Alabama a Nord del fiume Tennessee.
- 28 ottobre 1862 - Con l'arrivo del maggior generale John Cabell Breckinridge (C) (16 gennaio 1821 - 17 maggio 1875), ha inizio l'organizzazione dell'Armata del Medio Tennessee sotto la sua direzione. Il maggior generale Samuel Jones (17 dicembre 1819 - 31 luglio 1887), contemporaneamente impegnato con il comando del Dipartimento del Tennessee Orientale, lascia il controllo dell'area a Breckinridge e questo Distretto cessa di esistere.

## Ottobre 1862

### Armata del Tennessee Occidentale
Maggior generale Earl Van Dorn (12 ottobre 1862 - 7 dicembre 1862)
Sottosezione del Dipartimento del Mississippi e Louisiana Orientale.
- 16 ottobre 1862 - Diviso in Primo e Secondo Corpo d'Armata al comando dei maggior generale Mansfield Lovell (20 ottobre 1822 - 1º giugno 1884) e Sterling Price (20 settembre 1809 - 29 settembre 1907).
- 7 dicembre 1862 - Riorganizzata in Armata del Dipartimento del Mississippi e Louisiana Orientale.

### Dipartimento del Mississippi e Louisiana Orientale
Maggior generale John Clifford Pemberton (14 ottobre 1862 - 4 luglio 1863) (Promosso tenente generale, 10 ottobre 1862)
Generale Joseph Eggleston Johnston (4 luglio 1863 - 23 dicembre 1863)
Tenente generale Leonidas Polk (23 dicembre 1863 - 28 gennaio 1864)
- 1º ottobre 1862 - Comprende lo Stato del Mississippi, la parte della Louisiana ad Est del fiume Mississippi e forze nel Tennessee meridionale.
- 21 ottobre 1862 - Diviso in Primo, Secondo e Terzo Distretto Militare.
- 5 gennaio 1863 - Creato il Quarto Distretto Militare.
- 9 marzo 1863 - Creato il Quinto Distretto Militare.
- 4 maggio 1863 - 4 luglio 1863 - Il tenente generale John Clifford Pemberton (10 agosto 1814 - 13 luglio 1881) sposta il Quartier Generale del Dipartimento da Jackson a Vicksburg.
- 13 maggio 1863 - Il generale Joseph Eggleston Johnston (3 febbraio 1807 - 21 marzo 1891) giunge a Jackson per assumere la supervisione di questo Dipartimento e assemblare una forza per assistere Pemberton (Vedi Dipartimento dell'Ovest).
- 8 giugno 1863 - Il Quarto Distretto Militare si sbanda.
- 4 luglio 1863 - Il generale Joseph Eggleston Johnston (3 febbraio 1807 - 21 marzo 1891) prende il comando diretto di questo Dipartimento in seguito alla caduta di Vicksburg.
- 2 settembre 1863 - Abrogata la divisione del Dipartimento del Mississippi e Louisiana Orientale in Distretti.
- 8 dicembre 1863 - Creato il Distretto del Mississippi Sudoccidentale e Louisiana Orientale.
- 23 dicembre 1863 - Quando il tenente generale Leonidas Polk (10 aprile 1806 - 14 giugno 1864) prese il posto di Johnston, egli inizialmente si riferì al suo nuovo Comando come Dipartimento (ed Armata) del Sudovest. Comunque il nome non fu riconosciuto ufficialmente né cambiato dal Dipartimento della Guerra.
- 28 gennaio 1864 - Confluisce nel Dipartimento dell'Alabama, Mississippi e Louisiana Orientale.

### Primo Corpo d'Armata, Armata del Tennessee Occidentale
Maggior generale Mansfield Lovell (16 ottobre 1862 - 7 dicembre 1862)
Suddivisione del Dipartimento del Mississippi e Louisiana Orientale.
- 7 dicembre 1862 - Riorganizzato in Armata del Dipartimento del Mississippi e Louisiana Orientale.

### Secondo Corpo d'Armata, Armata del Tennessee Occidentale
Maggior generale Sterling Price (16 ottobre 1862 - 7 dicembre 1862)
In precedenza denominato Armata dell'Ovest
Suddivisione del Dipartimento del Mississippi e Louisiana Orientale.
- 7 dicembre 1862 - Riorganizzato in Armata del Dipartimento del Mississippi e Louisiana Orientale.

### Primo Distretto Militare (Dipartimento del Mississippi e Louisiana Orientale)
Brigadiere generale Daniel Ruggles (21 ottobre 1862 - 2 settembre 1863)
Sottosezione del Dipartimento del Mississippi e Louisiana Orientale.
- 21 ottobre 1862 - Comprende la parte del Mississippi ad Est delle ferrovie Mississippi & Tennessee e New Orleans & Jackson, escluse le Contee confinanti con il Golfo del Messico.
- 3 aprile 1863 - Esteso a comprendere l'area ad Est del Quinto Distretto Militare comprese le Contee del Mississippi di Itawamba, Pontotoc, Tippah e Tishomingo.
- 2 settembre 1863 - Annullata la divisione del Dipartimento del Mississippi e Louisiana Orientale in Distretti.

### Secondo Distretto Militare (Dipartimento del Mississippi e Louisiana Orientale)
Brigadiere generale Martin Luther Smith (C) (21 ottobre 1862 - 30 dicembre 1862) (Promosso maggior generale, 4 novembre 1862)
Maggior generale Carter Littlepage Stevenson (30 dicembre 1862 - 4 maggio 1863)
Maggior generale John Horace Forney (4 maggio 1863 - 4 luglio 1863)
Sottosezione del Dipartimento del Mississippi e Louisiana Orientale.
- 21 ottobre 1862 - Comprende la parte del Mississippi inclusa fra la ferrovia Mississippi & Tennessee, il fiume Mississippi e il fiume Big Black.
- 4 maggio 1863 - 4 luglio 1863 - Il tenente generale John Clifford Pemberton (10 agosto 1814 - 13 luglio 1881) trasferisce il Quartier Generale del Dipartimento da Jackson a Vicksburg e assume il controllo primario delle operazioni.
- 4 luglio 1863 - Si arrende per autorità del tenente generale John Clifford Pemberton con quanto resta della guarnigione di Vicksburg.

### Terzo Distretto Militare (Dipartimento del Mississippi e Louisiana Orientale)
Brigadiere generale William Nelson Rector Beall (21 ottobre 1862 - 27 dicembre 1862)
Maggior generale Franklin Gardner (27 dicembre 1862 - 6 maggio 1863)
Brigadiere generale William Nelson Rector Beall (temporaneo, 6 maggio 1863 - 11 maggio 1863)
Maggior generale Franklin Gardner (11 maggio 1863 - 9 luglio 1863)
Sottosezione del Dipartimento del Mississippi e Louisiana Orientale.
- 21 ottobre 1862 - Comprende la parte del Mississippi inclusa fra i fiumi Big Black e Mississippi e la ferrovia New Orleans & Jackson; ed anche la parte della Louisiana ad Est del fiume Mississippi, insieme con quelle Contee del Mississippi confinanti con il Golfo del Messico.
- 9 luglio 1863 - Si arrende per autorità del maggior generale Franklin Gardner (29 gennaio 1823 - 29 aprile 1873) con quanto resta della guarnigione di Port Hudson.

### Armata del Tennessee Centrale
Maggior generale John Cabell Breckinridge (C) (28 ottobre 1862 - 20 novembre 1862)
Sottosezione del Dipartimento N. 2.
- 28 ottobre 1862 - Comprende le truppe nel Tennessee centrale.
- 20 novembre 1862 - Confluisce nel Primo Corpo d'Armata, Armata del Tennessee, e diviene Divisione di Breckinridge.

## Novembre 1862

### Distretto della Florida Orientale
Brigadiere generale Joseph Finegan (S) (4 novembre 1862 - 23 febbraio 1864)
Sottosezione del Dipartimento della Carolina del Sud, Georgia e Florida.
- 4 novembre 1862 - Comprende la parte della Florida ad Est del fiume Suwannee.
- 8 settembre 1863 - 30 ottobre 1863 - Il brigadiere generale Joseph Finegan (S) (17 novembre 1814 - 29 ottobre 1885) temporaneamente in comando di questo Distretto e del Distretto della Florida Centrale.
- 23 febbraio 1864 - Consolidato con il Distretto della Florida Centrale nel Distretto della Florida.

### Distretto della Florida Centrale
Brigadiere generale Howell Cobb, Sr. (P) (11 novembre 1862 - 8 settembre 1863)
Brigadiere generale Joseph Finegan (S) (temporaneo, 8 settembre 1863 - 30 ottobre 1863)
Brigadiere generale William Montgomery Gardner (30 ottobre 1863 - 23 febbraio 1864)
Sottosezione del Dipartimento della Carolina del Sud, Georgia e Florida.
- 4 novembre 1862 - Comprende la parte della Florida ad Ovest del fiume Suwannee fino al fiume Choctawhatchee.
- 28 dicembre 1862 - Ridefinito a comprendere la parte della Florida fra i fiumi Suwannee e Choctawhatchee incluse tutte le opere difensive del fiume Apalachicola e dei suoi principali affluenti.
- 8 settembre 1863 - 30 ottobre 1863 - Il brigadiere generale Joseph Finegan (S) (17 novembre 1814 - 29 ottobre 1885) temporaneamente in comando di questo Distretto e del Distretto della Florida Orientale.
- 23 febbraio 1864 - Consolidato con il Distretto della Florida Orientale nel Distretto della Florida.

### Primo Corpo d'Armata, Armata della Virginia Settentrionale
Tenente generale James “Old Pete” Longstreet (6 novembre 1862 - 6 maggio 1864)
Maggior generale Richard Heron Anderson (temporaneo, 7 maggio 1864 - 19 ottobre 1864) (Promosso tenente generale, 31 maggio 1864)
Tenente generale James “Old Pete” Longstreet (19 ottobre 1864 - 9 aprile 1865)
Noto anche come Corpo d'Armata di Longstreet
Suddivisione del Dipartimento della Virginia Settentrionale.
- 6 novembre 1862 - Il Corpo d'Armata di Longstreet ridenominato Primo Corpo d'Armata, Armata della Virginia Settentrionale.
- 25 febbraio 1863 - Aggregato al Dipartimento della Virginia e Carolina del Nord.

maggio 1863 - Si ricongiunge all'Armata della Virginia Settentrionale.
- 9 settembre 1863 - Distaccato all'Armata del Tennessee. All'arrivo in campagna a Chickamauga (19 - 21 settembre 1863) denominato Corpo d'Armata di Longstreet.
- 4 novembre 1863 - Distaccato per operare contro forze federali nel Tennessee orientale.
- 12 aprile 1864 - Si ricongiunge all'Armata della Virginia Settentrionale.
- 9 aprile 1865 - Si arrende per autorità del generale Robert Edward Lee (19 gennaio 1807 - 12 ottobre 1870) ad Appomattox Court House, Virginia.

### Secondo Corpo d'Armata, Armata della Virginia Settentrionale
Tenente generale Thomas Jonathan “Stonewall” Jackson ± (6 novembre 1862 - 2 maggio 1863)
Maggior generale Ambrose Powell Hill (temporaneo, 2 maggio 1863)
Maggior generale James Ewell Brown Stuart (temporaneo, 2 maggio 1863 - 6 maggio 1863)
Maggior generale Ambrose Powell Hill (temporaneo, 6 maggio 1863 - 30 maggio 1863) (Promosso tenente generale, 24 maggio 1863)
Tenente generale Richard Stoddert Ewell (30 maggio 1863 - 29 maggio 1864)
Maggior generale Jubal Anderson Early (S) (29 maggio 1864 - 20 dicembre 1864) (Promosso tenente generale, 31 maggio 1864)
Maggior generale John Brown Gordon (20 dicembre 1864 - 9 aprile 1865)
Noto anche come Corpo d'Armata di Jackson
Suddivisione del Dipartimento della Virginia Settentrionale.
- 6 novembre 1862 - Il Corpo d'Armata di Jackson ridenominato Secondo Corpo d'Armata, Armata della Virginia Settentrionale.
- 13 giugno 1864 - Distaccato al Distretto di Valley.
- 20 dicembre 1864 - Si ricongiunge all'Armata della Virginia Settentrionale.
- 9 aprile 1865 - Si arrende per autorità del generale Robert Edward Lee (19 gennaio 1807 - 12 ottobre 1870) ad Appomattox Court House, Virginia.

### Armata del Tennessee
Generale Braxton Bragg (20 novembre 1862 - 2 dicembre 1863)
Tenente generale William Joseph Hardee (temporaneo, 2 dicembre 1863 - 27 dicembre 1863)
Generale Joseph Eggleston Johnston (27 dicembre 1863 - 18 luglio 1864)
Tenente generale John Bell Hood (18 luglio 1864 - 23 gennaio 1865) (nominato al grado temporaneo di generale, 18 luglio 1864; revocato, 16 marzo 1865)
Tenente generale Richard Taylor (S) (temporaneo, 23 gennaio 1865 - 25 febbraio 1865)
Generale Joseph Eggleston Johnston (25 febbraio 1865 - 26 aprile 1865)
- 20 novembre 1862 - 25 luglio 1863 - Sottosezione del Dipartimento N. 2.
- 20 novembre 1862 - Inizialmente organizzato su tre Corpi d'Armata principali: Polk, Hardee e Smith. (Per il Corpo d'Armata di Smith - Buckner vedi il Dipartimento del Tennessee Orientale).
- 25 luglio 1863 - 15 agosto 1864 - Sottosezione del Dipartimento del Tennessee.
- 19 settembre - 4 novembre 1863 - Il Corpo d'Armata di Longstreet aggregato all'Armata del Tennessee. (per altri eventi di questo Corpo d'Armata vedi Corpo d'Armata di Longstreet/Primo Corpo d'Armata, Armata della Virginia Settentrionale e Dipartimento del Tennessee Orientale).
- 19 - 23 settembre 1863 - In campagna a Chickamauga (19 - 21 settembre 1863) l'Armata viene divisa in Ala Destra ed Ala Sinistra, al comando dei tenenti generali Leonidas Polk (10 aprile 1806 - 14 giugno 1864) e James “Old Pete” Longstreet (8 gennaio 1821 - 2 gennaio 1904).
- 19 - 23 settembre 1863 - A Chickamauga (19 - 21 settembre 1863) il maggior generale William Henry Talbot Walker (26 novembre 1816 - 22 luglio 1864) ha il controllo sulle Divisioni di His e Liddell del Corpo d'Armata di D.H. Hill. Ci si riferisce a questo Comando come Corpo d'Armata di Riserva.
- 23 settembre 1863 - L'Ala Destra e l'Ala Sinistra si sbandano. Polk e Longstreet assumono il controllo dei Corpi d'Armata loro precedentemente assegnati.
- 23 settembre 1863 - Il Corpo d'Armata di Riserva si sbanda. La Divisione di Liddell rientra nel Corpo d'Armata di D.H. Hill e la Divisione di Walker viene temporaneamente assegnata al Corpo d'Armata di Polk.
- 12 maggio 1864 - SI unisce a Resaca, Georgia, con l'Armata del Mississippi (di Polk).
- 26 luglio 1864 - In seguito alla morte del tenente generale Leonidas Polk (10 aprile 1806 - 14 giugno 1864) a Pine Mountain, Georgia, l'Armata del Mississippi (di Polk) viene assorbita da questo Comando e ridenominata Corpo d'Armata di Stewart, al comando del tenente generale Alexander Peter Stewart (2 ottobre 1821 - 30 agosto 1908).
- 15 agosto 1864 - 25 febbraio 1865 - Sottosezione del Dipartimento del Tennessee e Georgia.
- 25 febbraio 1865 - Non più Sottosezione di un Dipartimento.
- 16 marzo 1865 - Al tenente generale Alexander Peter Stewart (2 ottobre 1821 - 30 agosto 1908) viene dato il temporaneo comando sul campo della fanteria ed artiglieria, ma il generale Joseph Eggleston Johnston (3 febbraio 1807 - 21 marzo 1891) mantiene il comando sovraordinato. Il generale Pierre Gustave Toutant Beauregard (28 maggio 1818 - 20 febbraio 1893) viene nominato Vice Comandante di Johnston.
- 9 aprile 1865 - Consolidato a Smithfield, Carolina del Nord, con elementi di truppa del Dipartimento della Carolina del Nord al comando del generale Braxton Bragg (22 marzo 1817 - 26 settembre 1876) e del Dipartimento della Carolina del Sud, Georgia e Florida, al comando del tenente generale William Joseph Hardee (12 ottobre 1815 - 6 novembre 1873). Queste truppe vengono poi riorganizzate in Corpi d'Armata al comando dei tenente generale Hardee, Stewart e Lee.
- 26 aprile 1865 - Si arrende per autorità del generale Joseph Eggleston Johnston (3 febbraio 1807 - 21 marzo 1891) a Bennett Place, Durham Station, Carolina del Nord.

### Corpo d'Armata di Polk - Hardee - Cheatham, Armata del Tennessee
Tenente generale Leonidas Polk (26 novembre 1862 - 23 ottobre 23, 1863) (Sospeso da Bragg, 30 settembre 1863. Formalmente trasferito, 23 ottobre 1863)
Maggior generale Benjamin Franklin Cheatham (temporaneo, 23 ottobre 1863 - 31 ottobre 1863)
Tenente generale William Joseph Hardee (31 ottobre 1863 - 2 dicembre 1863)
Maggior generale Benjamin Franklin Cheatham (temporaneo, 2 dicembre 1863 - 27 dicembre 1863)
Tenente generale William Joseph Hardee (27 dicembre 1863 - 30 agosto 1864)
Maggior generale Patrick Ronayne Cleburne (temporaneo, 31 agosto 1864 - 1º settembre 1864)
Tenente generale William Joseph Hardee (2 settembre 1864 - 28 settembre 1864)
Maggior generale Benjamin Franklin Cheatham (28 settembre 1864 - 9 aprile 1865)
Noto anche come Primo Corpo d'Armata, Armata del Tennessee
- 20 novembre 1862 - 25 luglio 1863 - Suddivisione del Dipartimento N. 2.
- 25 luglio 1863 - 15 agosto 1864 - Suddivisione del Dipartimento del Tennessee.
- 17 febbraio 1864 - 2 febbraio 1864 - Il tenente generale William Joseph Hardee (12 ottobre 1815 - 6 novembre 1873) e la fanteria di questo Corpo d'Armata (tranne la Divisione del maggior generale Carter Littlepage Stevenson (21 settembre 1817 - 15 agosto 1888)) vengono distaccati in Alabama per assistere il tenente generale Leonidas Polk (10 aprile 1806 - 14 giugno 1864), ma vengono richiamati per ricongiungersi con l'Armata a Dalton, Georgia.
- 15 agosto 1864 - 25 febbraio 1865 - Suddivisione del Dipartimento del Tennessee e Georgia.
- 25 febbraio 1865 - Non più Sottosezione di un Dipartimento.
- 19 - 21 marzo 1865 - In assenza del maggior generale Benjamin Franklin Cheatham (20 ottobre 1820 - 4 settembre 1886), il maggior generale William B. Bate (7 ottobre 1826 - 9 marzo 1905) è temporaneamente al comando in campagna della parte di questo Corpo d'Armata impegnato nella Battaglia di Bentonville, Carolina del Nord (19 - 21 marzo 1865).
- 9 aprile 1865 - Consolidato a Smithfield, Carolina del Nord, con elementi di truppa del Dipartimento della Carolina del Nord, al comando del generale Braxton Bragg (22 marzo 1817 - 26 settembre 1876), e del Dipartimento della Carolina del Sud, Georgia e Florida, al comando del tenente generale William Joseph Hardee (12 ottobre 1815 - 6 novembre 1873). Queste truppe vengono poi riorganizzate in Corpi d'Armata al comando dei tenenti generali, Stewart e Lee.

### Corpo d'Armata di Hardee - Hill - Hood, Armata del Tennessee
Tenente generale William Joseph Hardee (20 novembre 1862 - 14 luglio 1863)
Tenente generale Daniel Harvey Hill (19 luglio 1863 - 8 novembre 1863) (Rimosso da Bragg, 15 ottobre 1863. Formalmente sostituito, 8 novembre 1863)
Maggior generale John Cabell Breckinridge (C) (temporaneo, 8 novembre 1863 - 15 dicembre 1863)
Maggior generale Thomas Carmichael Hindman (15 dicembre 1863 - 28 febbraio 1864)
Tenente generale John Bell Hood (28 febbraio 1864 - 18 luglio 1864)
Maggior generale Carter Littlepage Stevenson (temporaneo, 18 luglio 1864)
Maggior generale Benjamin Franklin Cheatham (temporaneo, 19 luglio 1864 - 26 luglio 1864)
Tenente generale Stephen Dill Lee (26 luglio 1864 - 18 dicembre 1864)
Maggior generale Carter Littlepage Stevenson (temporaneo, 18 dicembre 1864 - 3 marzo 1865)
Maggior generale Daniel Harvey Hill (temporaneo, 3 marzo 1865 - 31 marzo 1865)
Tenente generale Stephen Dill Lee (31 marzo 1865 - 9 aprile 1865)
Noto anche come Secondo Corpo d'Armata, Armata del Tennessee
- 20 novembre 1862 - 25 luglio 1863 - Suddivisione del Dipartimento N. 2.
- 25 luglio 1863 - 15 agosto 1864 - Suddivisione del Dipartimento del Tennessee.

19 - 23 settembre 1863 - A Chickamauga (19 - 21 settembre 1863) il maggior generale William Henry Talbot Walker (26 novembre 1816 - 22 luglio 1864) ha il controllo delle Divisioni His e Liddell del Corpo d'Armata di D.H. Hill. Ci si riferisce a questo Comando come Corpo d'Armata di Riserva.
- 23 settembre 1863 - la Divisione di Liddell ritorna al Corpo d'Armata di D.H. Hill e la Divisione di Walker viene temporaneamente assegnata al Corpo d'Armata di Polk.
- 15 agosto 1864 - 25 febbraio 1865 - Suddivisione del Dipartimento del Tennessee e Georgia.
- 25 febbraio 1865 - Non più Sottosezione di un Dipartimento.
- 9 aprile 1865 - Consolidato a Smithfield, Carolina del Nord, con elementi di truppa del Dipartimento della Carolina del Nord, al comando del generale Braxton Bragg (22 marzo 1817 - 26 settembre 1876), e del Dipartimento della Carolina del Sud, Georgia e Florida, al comando del tenente generale William Joseph Hardee (12 ottobre 1815 - 6 novembre 1873). Queste truppe vengono poi riorganizzate nei Corpi d'Armata al comando dei tenenti generali Hardee, Stewart e Lee.

### Dipartimento dell'Ovest
Generale Joseph Eggleston Johnston (4 dicembre 1862 - 23 dicembre 1863)
Noto anche come Comando Geografico del generale Joseph Eggleston Johnston (3 febbraio 1807 - 21 marzo 1891)
- 24 novembre 1862 - Comprende tutte le aree ad ovest della linea che segue e fino al fiume Mississippi: iniziando dalla catena dei monti Blue Ridge correndo attraverso la parte occidentale della Carolina del Nord e seguendo la linea di tali monti attraverso la parte settentrionale della Georgia fino alla ferrovia a Sud di Chattanooga; poi lungo quella ferrovia fino a West Point, e lungo la riva occidentale o destra del fiume Chattahoochee fino al confine di Alabama e Florida; seguendo quel confine ad Ovest fino al fiume Choctawhatchee, e lungo quel fiume fino alla baia di Choctawhatchee (incluse le acque della baia) fino al Golfo del Messico.
- 29 novembre 1862 - Esteso a comprendere la città di Atlanta, Georgia.
- 13 maggio 1863 - 24 luglio 1863 - Johnston assembla “L'Armata di Soccorso” nel tentativo di assistere il tenente generale John Clifford Pemberton (10 agosto 1814 - 13 luglio 1881) e la guarnigione assediata di Vicksburg.
- In seguito alla caduta di Vicksburg (4 luglio 1863), all'assedio di Jackson (10 - 16 luglio 1863) e la conseguente ritirata verso Morton, Mississippi, queste truppe vengono messe sotto il comando subordinato del tenente generale William Joseph Hardee (12 ottobre 1815 - 6 novembre 1873) e liberamente designate Armata del Dipartimento del Mississippi e Louisiana Orientale.
- 12 agosto 1863 - Ridefinito a comprendere la regione ad ovest dei fiumi Apalachicola e Chattahoochee e ad Ovest del confine fra Alabama e Georgia, fino alla sua intersezione con l'angolo sudorientale della Contea di Calhoun, Alabama; poi lungo la linea meridionale fino alla serie di Contee in Alabama: Blount, Franklin, Calhoun, Lawrence, Morgan e St. Clair; poi lungo il confine di Stato fra Alabama e Mississippi fino al fiume Tennessee, e lungo quel fiume fino alla sua confluenza con il fiume Ohio.
- 23 dicembre 1863 - Cessa di esistere per l'assegnazione di Johnston al comando dell'Armata del Tennessee.

### Distretto del Texas, Nuovo Messico e Arizona
Maggior generale “Prince John” Bankhead Magruder (29 novembre 1862 - 17 agosto 1864)
Brigadiere generale Paul Octave Hébert (temporaneo, 17 agosto 1864 - 17 settembre 1864)
Maggior generale John George Walker (17 settembre 1864 - 4 aprile 1865)
Maggior generale “Prince John” Bankhead Magruder (4 aprile 1865 - 26 maggio 1865)
Precedentemente denominato Distretto del Texas
Sottosezione del Dipartimento dell'Oltre Mississippi.
- 29 novembre 1862 - Comprende lo Stato del Texas e le forze operanti nei Territori dell'Arizona e Nuovo Messico.
- 26 maggio 1865 - Si arrende in nome del generale Edmund Kirby Smith (16 maggio 1824 - 28 marzo 1893), per autorità del tenente generale Simon Bolivar Buckner (1º aprile 1823 - 8 gennaio 1914) a New Orleans, Louisiana.

## Dicembre 1862

### Armata del Dipartimento del Mississippi e Louisiana Orientale
Tenente generale John Clifford Pemberton (7 dicembre 1862 - 2 gennaio 1863)
Tenente generale William Joseph Hardee (24 luglio 1863 - ottobre 1863)
Nota anche come Armata del Mississippi e Armata del Mississippi (Dipartimento del Mississippi e Louisiana Orientale)
Sottosezione del Dipartimento del Mississippi e Louisiana Orientale.
- 7 dicembre 1862 - Comprende truppe già dell'Armata del Tennessee Occidentale.
- 7 dicembre 1862 - Divisa in Primo e Secondo Corpo d'Armata al comando dei maggior generali Earl Van Dorn (17 settembre 1820 - 7 maggio 1863) e Sterling Price (20 settembre 1809 - 29 settembre 1907).
- 21 dicembre 1862 - Il maggior generale William Wing Loring (4 dicembre 1818 - 30 dicembre 1886) sostituisce Van Dorn, che inizia a coordinare la Cavalleria del Dipartimento del Mississippi e della Louisiana Orientale.
- 2 gennaio 1863 - Il Primo e Secondo Corpo d'Armata riorganizzati in Prima e Seconda Divisione al comando dei maggiori generali Loring e Price. Da questo momento l'uso della denominazione Armata del Dipartimento del Mississippi e Louisiana Orientale gradualmente scompare. Il 23 gennaio 1863 il brigadiere generale John S. Bowen (30 ottobre 1830 - 13 luglio 1863) sostituisce temporaneamente Price, che è trasferito a sua richiesta al Dipartimento dell'Oltre Mississippi il 27 febbraio 1863. Le divisioni di Loring e Bowen continuano come Comandi Indipendenti nel Dipartimento del Mississippi e Louisiana Orientale.
- 24 luglio 1863 - 23 ottobre 1863 - Durante questo periodo la denominazione di Armata del Dipartimento del Mississippi e Louisiana Orientale viene liberamente applicata alle truppe in Mississippi sotto il controllo del generale Joseph Eggleston Johnston (3 febbraio 1807 - 21 marzo 1891) che è posto al comando subordinato del tenente generale William Joseph Hardee (12 ottobre 1815 - 6 novembre 1873).